# قره آغاج (خلخال)
قره آغاج یک روستا در ایران است که در دهستان خانندبیل شرقی واقع شده‌است.